# Borbola József
Borbola József (Szeged, 1917 – Békéscsaba, 1998. szeptember 9.) orvos, katonaorvos.
A gimnázium elvégzése után a Szegedi Orvostudományi Egyetemet végezte el, ahol 1941-ben diplomázott. Közben 1940-től a békéscsabai ideiglenes helyőrségi kórházban dolgozott, majd a szegedi katonai kórházba került, itt letette a honvédorvosi vizsgát, és ezt követően, 1942 októberében a Don-kanyarnál a 2. Magyar Hadsereg 155. sz. utász zászlóaljának lett a katonaorvosa Bugyonnij környékén. Miután 1943-ban a 2. Magyar Hadsereg visszavonult, és Borbola is túlélte, hazatérte után Horthy Miklós kormányzója a katonaorvosoknak adható legmagasabb kitüntetést, a „Signum Laudis a Kardokkal” címet adományozta neki. 1943 szeptemberében leszerelt, és ekkor kapta meg a Tűzkereszt I. fokozatú kitüntetést (melyet azoknak adományoztak, akik a hadműveletekben ténylegesen is részt vettek). 1944-ben azonban újabb szolgálatra hívták be a szegedi V. sz. Helyőrségi Kórházba. A front nyugat felé történő elmozdulásával a hadikórház előbb Székesfehérvárra, majd Esztergomba települt át, majd nyugat felé hagyta el Magyarország területét. A kórház személyzete később amerikai, majd angol fogságba került Németország területén.
Dacára a hadifogságnak, Borbola Józsefnek katonaorvosként lehetősége nyílt arra, hogy nyugatra menekült családját magához vegye. Felesége, Székely Éva és fia, László Holzmindenben csatlakozott hozzá, ahol második fia, József született. A család végül 1946 októberében térhetett haza. Ezután 1954-ig Szegeden, majd 1954-től Békéscsabán dolgozott mint belgyógyász főorvos 1982-ig, majd nyugdíjba vonult.